# 绒叶肖竹芋

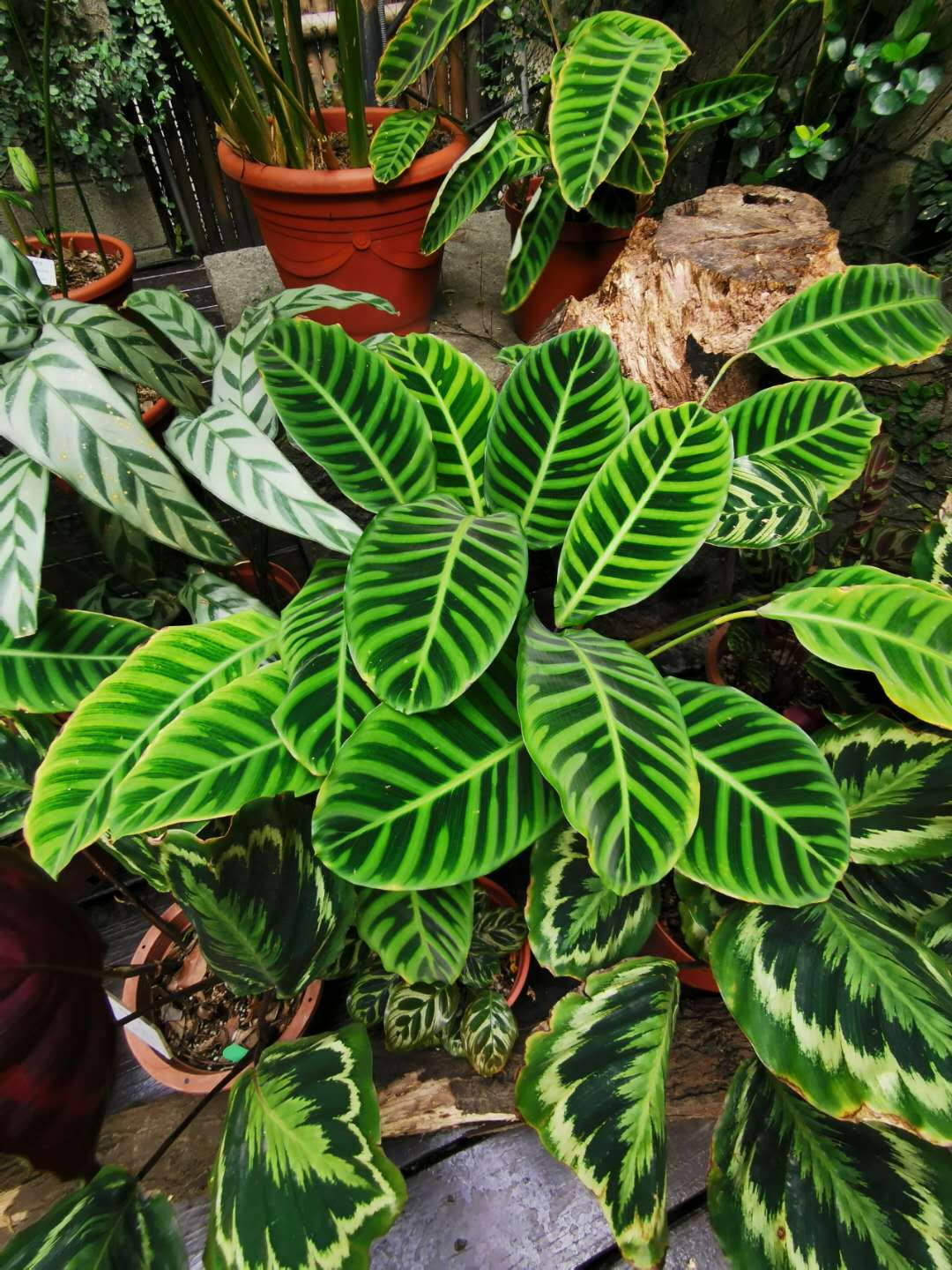

绒叶肖竹芋（学名：Calathea zebrina）为竹芋科肖竹芋属下的一个种。

## 扩展阅读
- 維基物種上的相關：绒叶肖竹芋
- 维基共享资源上的相關多媒體資源：绒叶肖竹芋